# Симон I фон Геролдсек
Симон I фон Геролдсек (на немски: Simon I von Geroldseck; * пр. 1236; † ок. 1272/ сл. 17 юли 1274) е господар на Геролдсек в Елзас.

## Произход
Той е син на Буркард IV фон Геролдсек († сл. 1238) и съпругата му, която е дъщеря на вилдграф Герхард I фон Кирбург († сл. 1198). Брат е на Буркард V († 1262) и на Хайнрих († 1273), който от 1263 г. е епископ на Страсбург.

## Фамилия
Симон I фон Геролдсек се жени пр. 27 октомври 1255 г. за Аделхайд фон Риксинген-Форбах († 1272), дъщеря на граф Дитрих Зигеберт фон Риксинген-Форбах-Маримонт († 1272) и София фон Салм. Те имат децата:
- Симон II (* пр. 1274; † между 31 октомври 1293 – 8 октомври 1294), женен за дъщеря на граф Егино V фон Урах и Фрайбург († 1236) и Аделхайд фон Нойфен († 1248)
- дъщеря, омъжена за Бруно фон Финстинген-Бракенкопф (* пр. 1285; † 30 януари 1285), син на Куно фон Малберг († 1262) и фон Саарбрюкен-Хартенбург-Лайнинген
- Валрам II (* пр. 1274; † 8 октомври 1294/19 март 1295), женен за Ирмгард фон Лупфен († 1394), дъщеря на господар Хайнрих фон Лупфен-Щюлинген († 1251/1258) и фон Кюсенберг († пр. 1258)
- Хайнрих (* сл. 1288; † 1316/9 септември 1318)
- Герхард († сл. 1286)